# Richard Seddon
Richard John Seddon (māori: Te Hētana; Eccleston, 22 giugno 1845 – Mar di Tasman, 10 giugno 1906) è stato un politico neozelandese, Primo ministro della Nuova Zelanda dal 27 aprile 1893 al 10 giugno 1906.

## Biografia
Lasciò la scuola a dodici anni per via del suo comportamento turbolento e la poca attitudine allo studio. Dopo un apprendistato presso la fonderia Daglish di St Helens, nel Merseyside, emigrò in Australia nel 1863 e iniziò a lavorare per le Victorian Railways. A marzo del 1866 sbarcò nei pressi di Hokitika, in Nuova Zelanda, per lavorare nelle miniere d'oro locali. Il suo attivismo a favore dei minatori lo indusse a entrare in politica: nel 1879 fu eletto alla Camera dei rappresentanti tra le file dei sostenitori di George Grey.
Quando il neonato Partito Liberale, capeggiato da John Ballance, vinse le elezioni nel 1890, a Seddon furono assegnati i dicasteri delle miniere, della difesa e dei lavori pubblici. Seddon divenne primo ministro nel 1893, a seguito della morte di John Ballance, estromettendo il successore scelto da Ballance, Robert Stout. Seddon fu il primo capo di governo neozelandese a fregiarsi del titolo di "Primo ministro" anziché "Premier". Mentre era ministro degli affari nativi, persuase i maori a vendere le loro terre. Accettò controvoglia l'estensione del diritto di voto alle donne, e promosse leggi che miravano a vietare l'ingresso in Nuova Zelanda ai cinesi.
Nel corso del suo governo, Seddon si mise a capo di vari dicasteri, e assegnò quelli rimanenti ai politici a lui fedeli; questo modo di governare gli valse il nomignolo King Dick. Autodefinitosi "uomo del popolo", rifiutò la nomina a cavaliere.
La politica estera di Seddon fu caratterizzata dall'espansione e dalla costruzione del Regno della Nuova Zelanda: a tale scopo, tentò invano di incorporare Samoa e Figi. L'11 giugno 1901 le Isole Cook e Niue passarono sotto il controllo neozelandese. La Nuova Zelanda non aderì al processo di Federazione dell'Australia.
Morì il 10 giugno 1906, a bordo della nave Oswestry Grange, mentre stava tornando dall'Australia. A Seddon è dedicato un monumento situato a Wellington, nonché i villaggi di Seddon, nella Regione di Marlborough, e Seddonville, nella West Coast.

## Vita privata
Nel 1869 sposò Louisa Jane Spotswood (1851-1931), con cui ebbe sei figlie e tre figli, tra cui Tom Seddon ed Elizabeth Gilmer.
Era un massone, e dal 1898 al 1899 fu Gran maestro della Gran Loggia della Nuova Zelanda.